# Evighedsblok
En evighedsblok – som også kaldes en magisk blok, tysk: Wunderblock, fransk: bloc-note magique eller ardoise magique – er en legetøjstavle på hvis pergamentark man kan skrive et uendeligt antal gange. Det bagvedliggende karbonpapir klæber til pergamenten, når man skriver. Tavlen viskes ren ved at trække en pind ind mellem pergament og karbonpapiret, som skiller lagene ad igen. 
Den var inspirationen til Sigmund Freud: Notiz über den Wunderblock, dansk oversættelse: "'Notits om den magiske blok", i Metapsykologi 2 (Hans Reitzel 1976). 
En tekst, som igen har inspireret den amerikanske kunstner Arnold Dreyblatt til installationen Wunderblock (Berlin 2000).